# 田山 (十六国)
田山，《晋书》又作田生，五胡十六国時代後燕人物。
田山在前秦冠軍将軍慕容垂麾下担任参軍。383年十二月，计划復興燕国、背离前秦自立的慕容垂至安陽，派遣田山致书信给前秦长乐公苻丕。苻丕得知慕容垂前来，怀疑他要反叛，但还是亲自出迎慕容垂。之後，慕容垂離开鄴城，起兵反叛前秦。慕容垂派遣田山到鄴城告知留守的慕容农，让他们起兵相应。慕容农于是暗中出鄴城、慕容農、慕容垂的侄子慕容宙至列人，慕容恪的儿子慕容楷、慕容紹至辟陽起兵响应慕容垂。